# Dorval Rodrigues
Dorval Rodrigues (ur. 26 lutego 1935 w Porto Alegre, zm. 26 grudnia 2021 w Santos) – piłkarz brazylijski, występujący podczas kariery na pozycji ofensywnego pomocnika.

## Kariera klubowa
Karierę piłkarską Dorval zaczął w klubie Grêmio Esportivo Força e Luz w 1955 roku. W latach 1957–1964 i 1965–1967 grał w Santosie FC. Z Santosem siedmiokrotnie zdobył mistrzostwo stanu São Paulo – Campeonato Paulista w 1958, 1960, 1961, 1962, 1964, 1965, 1967, pięciokrotnie Taça Brasil w 1961, 1962, 1963, 1964, 1965, Copa Libertadores 1962 i 1963oraz Puchar Interkontynentalny 1962 i 1963. W 1964 roku krótko grał w argentyńskim klubie Racing Club de Avellaneda, a w 1967 w SE Palmeiras. W latach 1968–1971 grał w Athletico Paranaense. Z Athletico Paranaense zdobył mistrzostwo stanu Parana – Campeonato Paranaense w 1970 roku. Karierę zakończył w klubie Saad w 1972 roku.

## Kariera reprezentacyjna
W reprezentacji Brazylii Dorval zadebiutował 10 marca 1959 w meczu z reprezentacją Peru podczas Copa América 1959, na których Brazylia zajęła drugie miejsce. Na tym turnieju Dorval wystąpił w czterech meczach z Peru, Chile, Urugwajem i Paragwajem. Ostatni raz w reprezentacji wystąpił 12 maja 1963 w przegranym 0-3 towarzyskim meczu z reprezentacją Włoch. Ogółem w reprezentacji Dorval wystąpił w 13 razy i strzelił bramkę.